# Kliluk-tó
A Kliluk-tó (más néven Foltos-tó, Pöttyös-tó, angolul Spotted Lake) egy sós vizű, endorheikus (=lefolyástalan), szikes tó Kanada Brit Columbia tartományában, Osoyoos város közelében.

## Ásványianyag tartalma

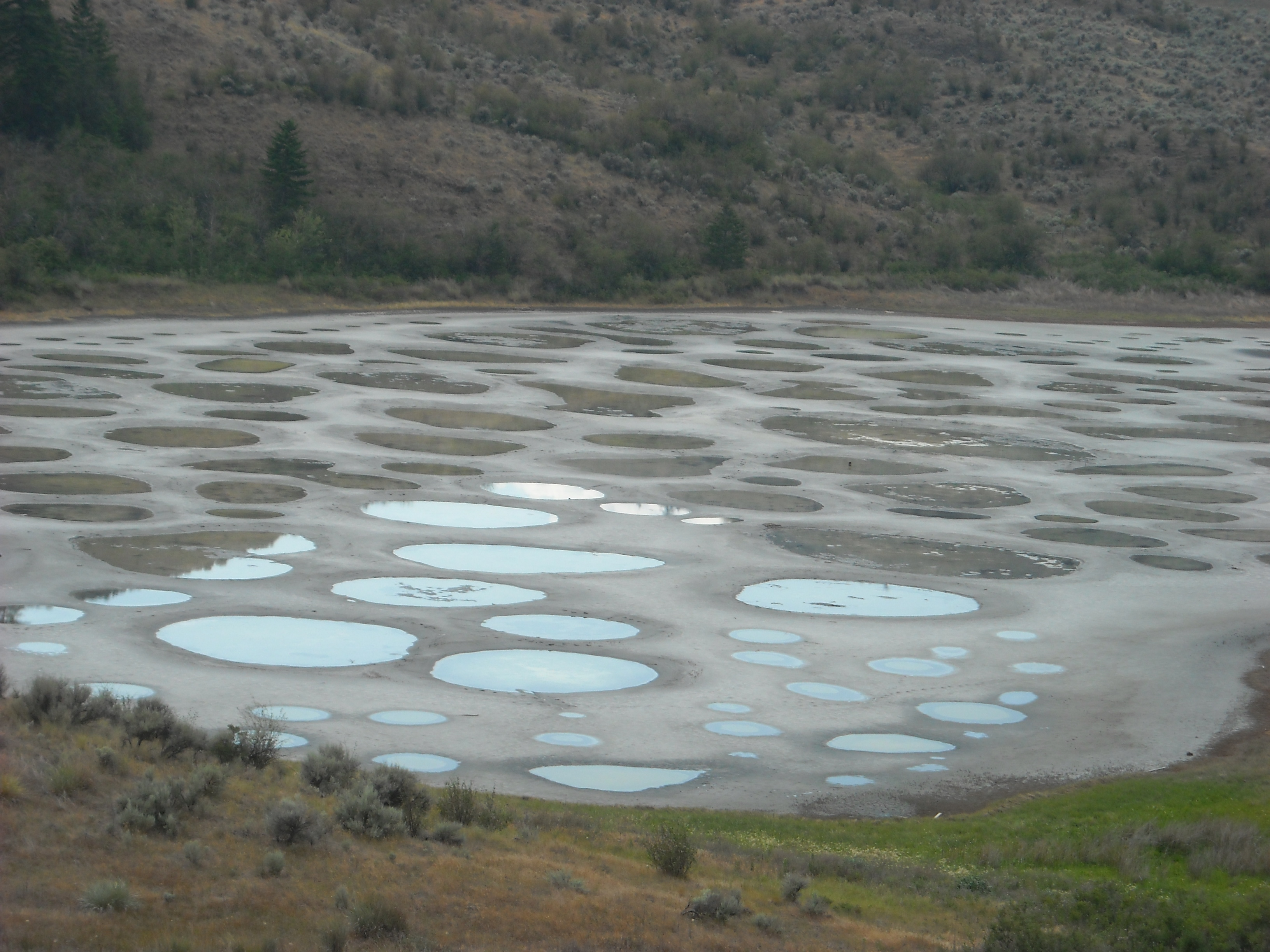
A tó közelről

A világ egyik legmagasabb sókoncentrációjú tava; magnézium-, kalcium- és nátrium-szulfát mellett további nyolcféle ásványi anyagot, nyomokban ezüstöt és titánt is tartalmaz. 
A tó környéke Kanada egyik legforróbb területe, ahol a nyári hőmérséklet rendszeresen eléri a 38 fokot, így nyáron június közepétől szeptember közepéig, mikor a magas hőmérséklet következtében a párolgás miatt az ásványi anyagok kikristályosodnak, eltűnik a felső vízréteg, ezáltal megjelenik egy hálóhoz hasonlatos, megkeményedett, kristályos járdarendszer. Ezek kötik össze a több száz különböző méretű és mélységű medencét, úgynevezett foltot, melyek a különböző ásványi anyag kombinációk következtében más és más színűek.

## Története és elnevezése
Az őslakos indiánok mindig is szent helyként tisztelték a gyógyító vizet, mely számos betegségre jótékony hatással van. Bőrbetegségek, ízületi bántalmak gyógyítására használták a tó vizét, valamint a törzsi háborúk idején a tóban fürödtek, hogy a harcban szerzett sebek gyorsabban gyógyuljanak. Az első világháború idején innen szállították a sót a lőporgyártáshoz is. A 20. század elején a földterület Ernest Smith és családja kezébe került, akik az 1970-es években egy fürdő építésével tőkét akartak kovácsolni a tó gyógyerejéből, amit az indiánok nem néztek jó szemmel és mindent elkövettek, hogy megakadályozzák a beruházást. Végül 2001-ben a tavat is tartalmazó 22 hektáros területet megvették az indiánok.

## A Kliluk-tó napjainkban

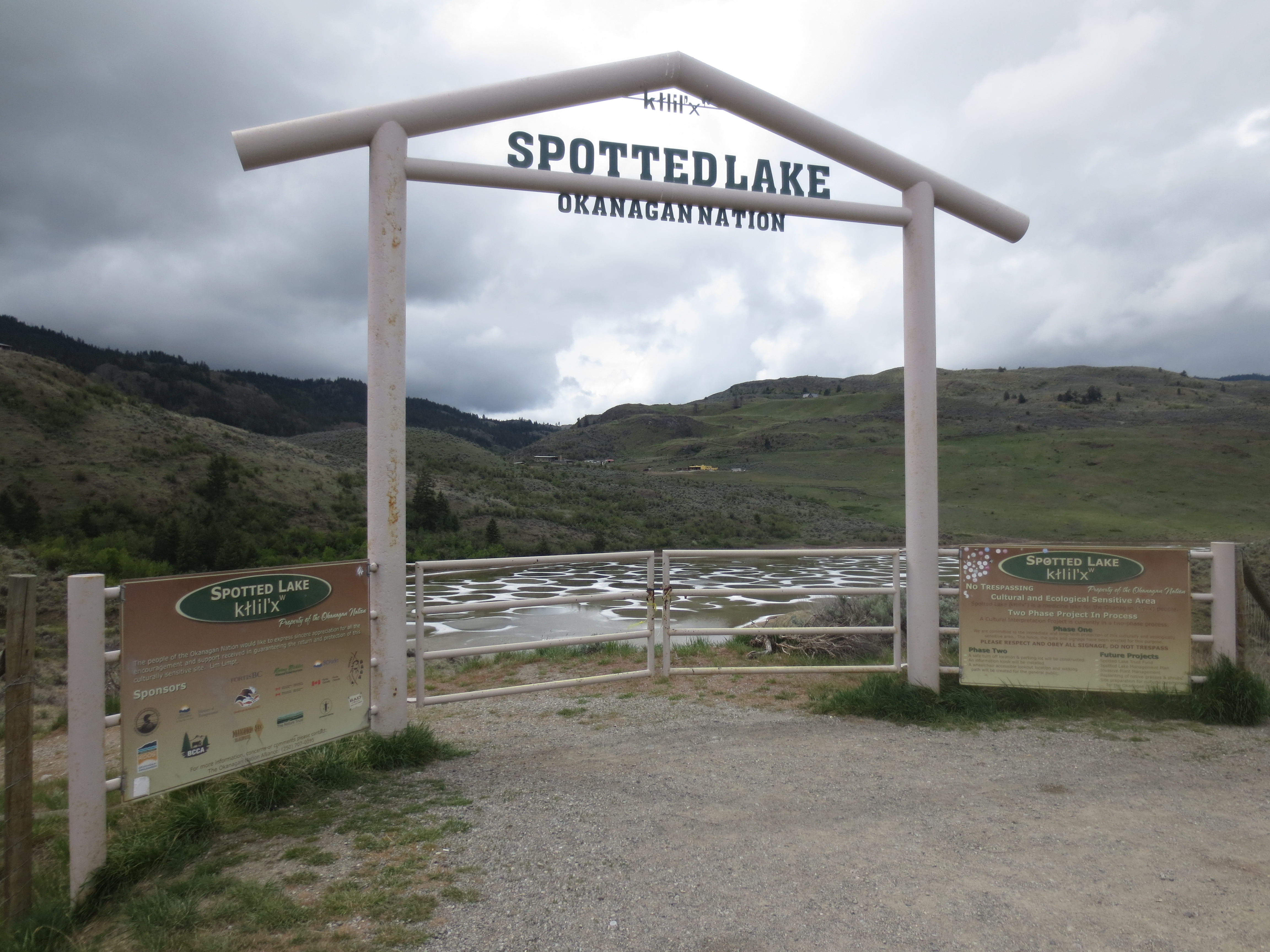
A Kliluk-tó kapuja napjainkban

Az indiánok elzártan tartják a tavat a látogatók elől, a turizmust megelőzve ezzel, így a tavat csak a törzs engedélyének megszerzésével lehet meglátogatni. Egy tábla felhívja az arra járó turisták figyelmét arra, hogy a tó kulturális és ökológiai örökség és hogy még ma is az okanagan nép hagyományos gyógytava. A tó megtekinthető az erre a célra emelt kilátóról amit sok arra járó turista látogat.